# 770年代
| 千纪： | 1千纪                                                                                  |
| 世纪： | 7世纪 \| 8世纪 \| 9世纪                                                                |
| 年代： | 740年代 \| 750年代 \| 760年代 \| 770年代 \| 780年代 \| 790年代 \| 800年代              |
| 年份： | 770年 \| 771年 \| 772年 \| 773年 \| 774年 \| 775年 \| 776年 \| 777年 \| 778年 \| 779年 |

## 大事记
- 772年，盧龍節度孔目官李懷瑗殺節度使朱希彩，擁立經略副使朱泚，唐朝即任朱泚為節度使。
- 774年，盧龍節度使朱泚入朝，由其弟朱滔繼任節度使。
- 774年，法蘭克國王查理曼進軍義大利半島，收義大利北部入版圖。
- 777年，藩鎮日強，平盧節度使李正己據十五州、魏博節度使田承嗣據七州、成德節度使李寶臣據七州、山南東道節度使梁崇義據六州。
- 779年，唐德宗李适嗣位。尊郭子儀為尚父。

## 逝世
- 770年，杜甫。
- 770年，稱德天皇。
- 777年，元載。
- 779年，田承嗣。
- 779年，唐代宗。